# Nataliya Dovhodko
Nataliya Viktorivna Dovhodko (en ucraniano: Наталія Вікторівна Довгодько; Kiev, 7 de febrero de 1991) es una deportista ucraniana que compite en remo. Su hermano Ivan compitió en el mismo deporte.
Participó en los Juegos Olímpicos de Londres 2012, obteniendo una medalla de oro en la prueba de cuatro scull (junto con Kateryna Tarasenko, Anastasiya Kozhenkova y Yana Dementieva).
Ganó cuatro medallas en el Campeonato Europeo de Remo entre los años 2012 y 2024.

## Palmarés internacional
| Juegos Olímpicos   | Juegos Olímpicos      | Juegos Olímpicos  | Juegos Olímpicos |
| Año                | Lugar                 | Medalla           | Prueba           |
| ------------------ | --------------------- | ----------------- | ---------------- |
| 2012               | Londres (Reino Unido) | Medalla de oro    | Cuatro scull     |
| Campeonato Europeo |                       |                   |                  |
| Año                | Lugar                 | Medalla           | Prueba           |
| 2012               | Varese (Italia)       | Medalla de oro    | Cuatro scull     |
| 2022               | Múnich (Alemania)     | Medalla de bronce | Cuatro scull     |
| 2023               | Bled (Eslovenia)      | Medalla de oro    | Cuatro scull     |
| 2024               | Szeged (Hungría)      | Medalla de plata  | Cuatro scull     |